# Картер, Финн
Финн Картер (англ. Finn Carter; род. 9 марта 1960, Гринвилл, Миссисипи) — американская телевизионная актриса. Добилась известности благодаря роли Сьерра Эстебан Рейес Монтгомери в дневной мыльной опере «Как вращается мир», где она снималась на регулярной основе с 1985 по 1988 год и кратко возвращалась в шоу в 1994 году.
Родилась в Гринвилле, штат Миссисипи, в семье бывшего помощника госсекретаря США по связям с общественностью Ходдинга Картера. После ухода из мыльной оперы начала свою карьеру в кино, которая оказалась непродолжительной. Дебютировала в комедии 1989 года «Как я попал в колледж», а затем сыграла главную женскую роль в фильме «Дрожь земли», которая принесла ей номинацию на премию «Сатурн». После этого снялась в низкобюджетном триллере «Сладкое правосудие» (1992) и кратко появилась в расовой драме «Призраки Миссисипи» (1996).
В период своей карьеры появилась в нескольких десятках телевизионных шоу. Играла второстепенную роль в «Чайна-Бич» и регулярную роль в недолго просуществовавшем ситкоме Secret Service Guy (Fox, 1997). Также снималась в фильмах «Закон и порядок», «Она написала убийство», «Скорая помощь», «Полиция Нью-Йорка», «Справедливая Эми», «Сильное лекарство» и «C.S.I.: Место преступления».
С 1985 по 1992 год была замужем за актёром Стивеном Уэбером. Её второй брак, с адвокатом, с которым у неё есть общая дочь, также закончился разводом.